# Плов

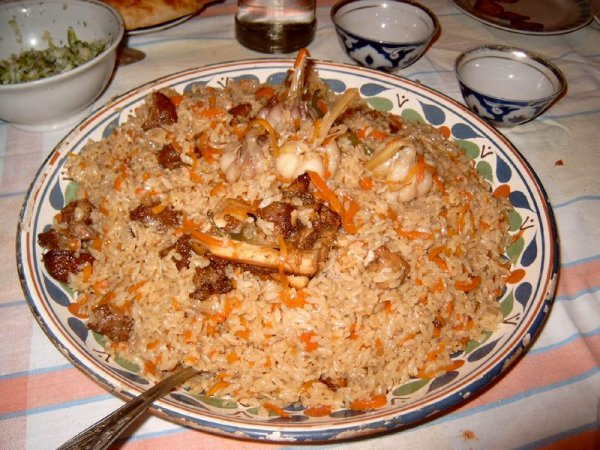
Плов

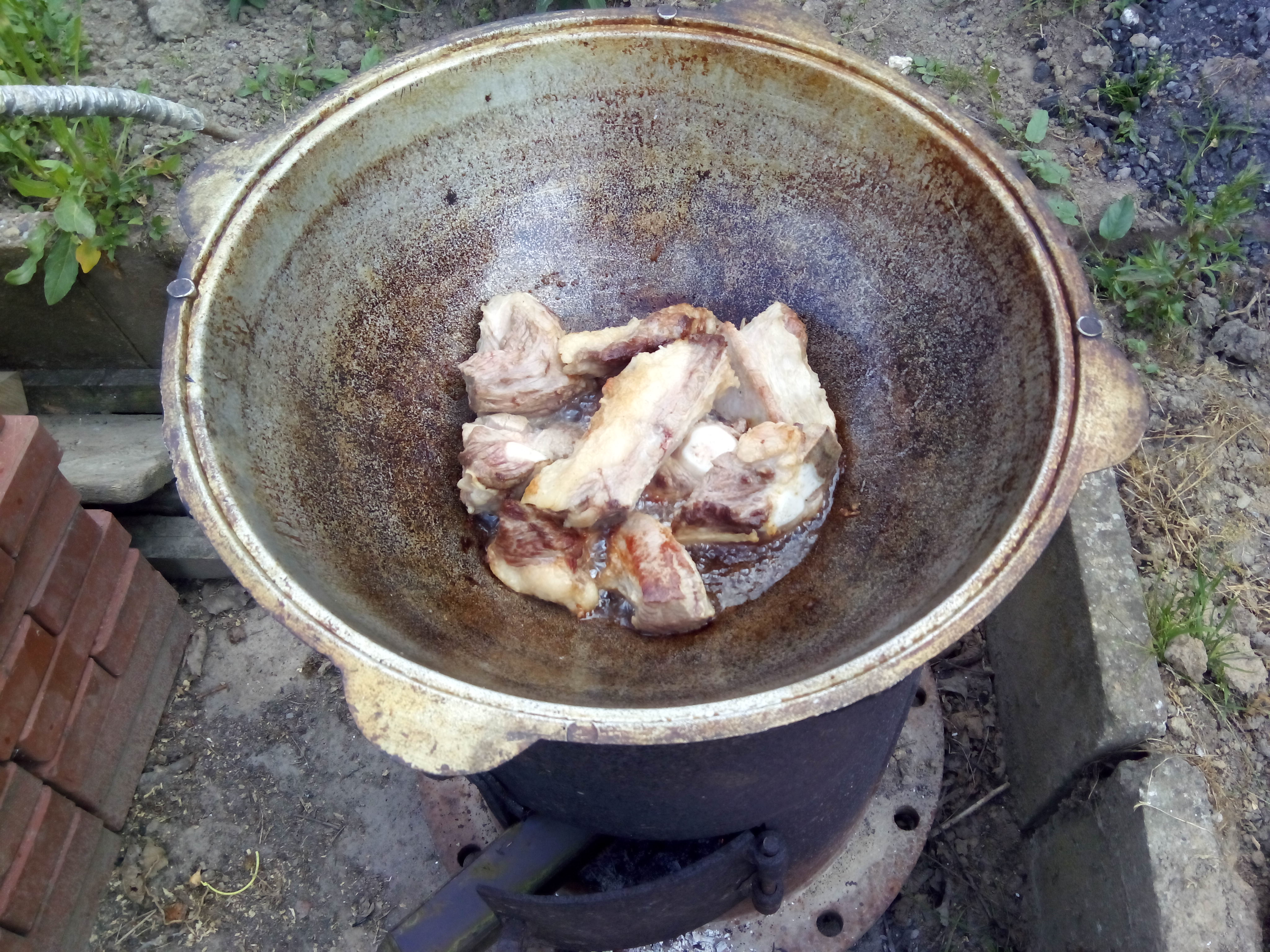
Приготування м'яса для плову в казані

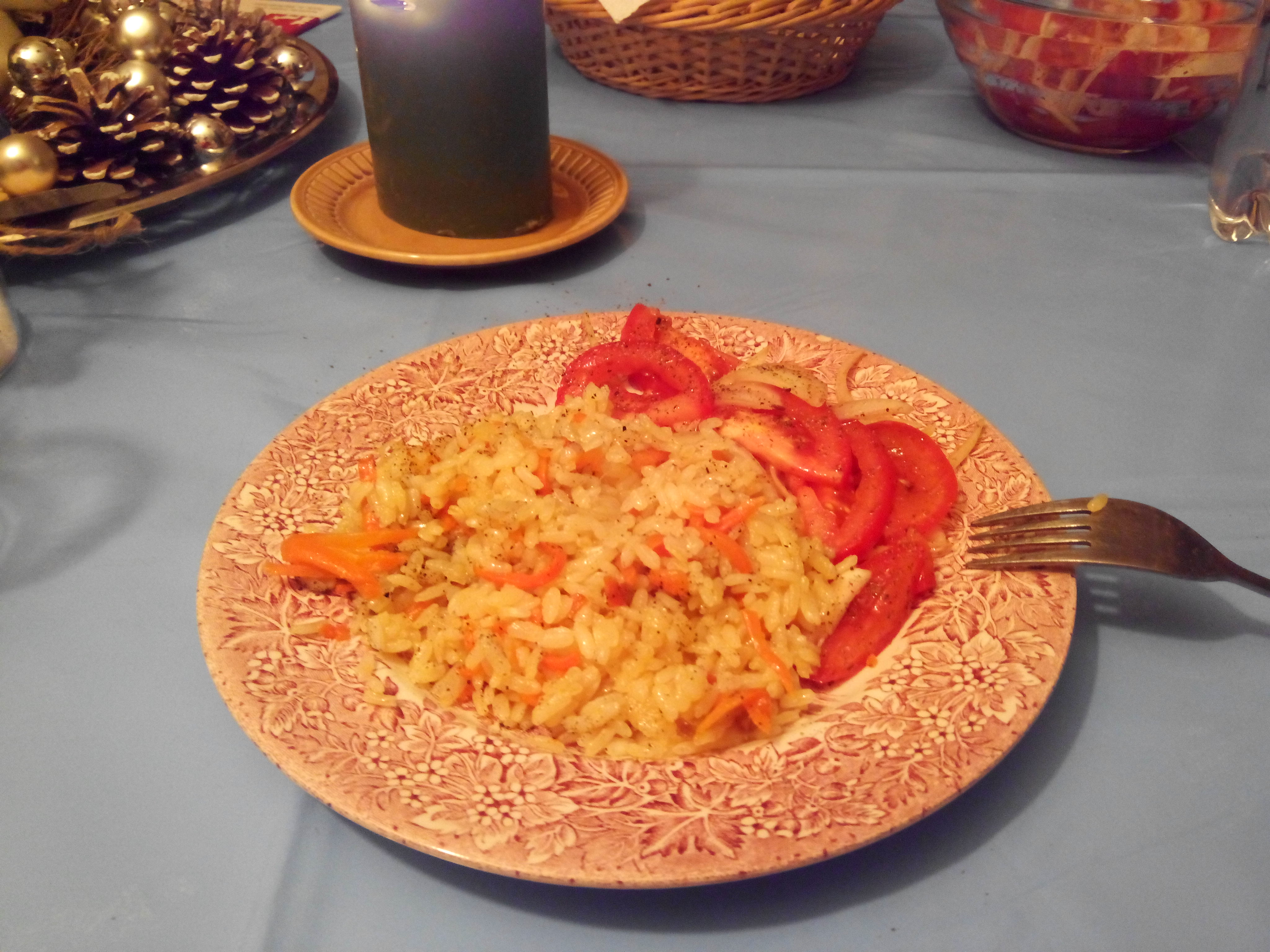
Пісний плов без м'яса

Плов (також пилав крим. pilâv, перс. پلو — polov, кирг. палоо, каз. палау, узб. palov, туркм. palov, тур. pilav, крим. pilâv, тат. пылав, азерб. plov) — страва східних кухонь з рису.

## Особливості страви
Плов складається з двох частин; основи (узб.«зірвак» — основа, начинка) та крупи. У свою чергу до складу зірвака можуть належати такі продукти, як м'ясо, риба, дичина, овочі, сухофрукти і спеції. Також, до зірвака можуть належати спеціально підготовлені напівфабрикати, наприклад невеликі шматочки фарша, загорнуті у виноградні листки. Як правило, рис найчастіше використовують як круп'яну складову, але також можуть використовуватися крупи пшениці, сорго, гороху, кукурудзи, машу, або їх суміші.
Основною відмінністю плову від інших страв є не набір продуктів, а технологія готування:
1. сама по собі комбінація двох частин — зірвака і круп'яної частини
2. принаймні одна з його частин готується окремо.

Ці частини можуть бути з'єднані або для подальшого приготування (наприклад в узбецькому варіанті плову) або вже готовими для вживання (наприклад азербайджанський варіант плову або рибний туркменський плов). Яким би методом плов не був приготовлений, страва вирізняється готовими зернами крупи, які легко відділяються один від одного. Якщо плов готується з рису, при його готуванні важливим фактором є правильний вибір сорту рису.
Найпоширенішим варіантом плову, є комбінація рису й зірвака. Продукти обсмажуються в олії (чи суміші олії й тваринного жиру) баранини, моркви, цибулі, червоного перцю і кмину. Такий плов готується за технологією, прийнятою в Узбекистані.
Середньоазійські кочові народи традиційно готують плов у металевому казані (у той час, як кавказькі і слов'янські хлібороби свої страви готували в керамічному посуді — горщиках).

## Історія виникнення
Спочатку з'явився в середовищі тюркських кочівників Середньої Азії, що традиційно вирощували овець і торгували з Китаєм, де обмінювали худобу на рис. Однак легенди також пов'язують походження плову з Александром Македонським, який нібито приніс цю страву від персів. У кухнях, у яких плов є традиційною стравою, до нього склалося особливе ставлення, і як до святкової і як до просто дуже ситної страви. Плов легко проник у кухні інших народів, що живуть по сусідству з тими, для яких він був «своєю» стравою. Від тюрків плов потрапив до греків та арабів. Саме слово «плов» має перське походження.
Кримськотатарський піляв (pilâv) готують з рису, м'яса, цибулі, можуть додавати родзинки .